# Фридрикс, Пётр Иванович
Пётр Иванович Фри́дрикс (Фредери́кс) (13 (24) сентября 1761 — 8 (20) марта 1812) — барон, подполковник артиллерии, кавалер ордена святого Георгия 4-й степени, владелец мызы Морье. Брат Александра, Андрея, Густава и Ивана Фридриксов (Фредериксов).

## Биография
Представитель баронского рода Фридриксов (Фредериксов). Родился в 1761 году в семье придворного банкира Екатерины II Ивана Юрьевича Фридрикса и Регины-Луизы (Ирины) Захарьевны Христинек. Четвёртым из девяти детей.
После смерти отца в 1779 году Пётр вместе с матерью унаследовал мызу Морье в Шлиссельбургском уезде Санкт-Петербургской губернии. 
Военную службу проходил в Артиллерийском корпусе:
- 1781 год — капитан 2-го Фузелёрного полка Артиллерийского корпуса
- 1782 год — капитан Бомбардирского полка Артиллерийского корпуса
- 1783 год — капитан Пограничной дивизии Артиллерийского корпуса
- 1784—1788 годы — капитан Бомбардирского полка артиллерийского корпуса
- 1789 год — майор Бомбардирского полка Артиллерийского корпуса, кавалер ордена святого Георгия 4-й степени[4]

14 апреля 1789 года Пётр Фридрикс был награждён орденом святого Георгия 4-й степени «за отличие».
В полковых документах писался: «Барон Пётр фон Фридрикс» или «Барон Пётр фон Фридрихс». Вышел в отставку подполковником. Умер в 1812 году.

## Семья
Жена — Прасковья Яковлевна Яковлева.
Дети:
- Иван Петрович Фредерикс (1801—?)
- Александр Петрович Фредерикс (1805—?)
- Екатерина Петровна Фредерикс
- Ирина Петровна Фредерикс
- Анна Петровна Фредерикс
- Прасковья Петровна Фредерикс[6]